# Martonoš
Martonoš (en serbe cyrillique : Мартонош ; en hongrois : Martonos) est une localité de Serbie située dans la province autonome de Voïvodine. Elle fait partie de la municipalité de Kanjiža dans le district du Banat septentrional. Au recensement de 2011, elle comptait 1 961 habitants.
Martonoš est officiellement classé parmi les villages de Serbie.

## Démographie

### Évolution historique de la population
| 1948  | 1953  | 1961  | 1971  | 1981  | 1991  | 2002  | 2011  |
| ----- | ----- | ----- | ----- | ----- | ----- | ----- | ----- |
| 3 361 | 3 266 | 3 400 | 2 996 | 2 737 | 2 423 | 2 183 | 1 961 |

|  |